# Сыть ирия
Сыть ирия (лат. Cyperus iria) — однолетнее травянистое растение; вид рода Сыть (Cyperus) семейства Осоковые (Cyperaceae).

## Распространение и экология
Ареал вида включает тропические районы Центральной и Южной Африки, Центральную, Восточную и Юго-Восточную Азию, Австралию. Натурализовалось в Америке и Океании.
Растёт на влажных местах.

## Ботаническое описание
Стебли пучками, трёхгранные, высотой 15—50 см.
Листья гладкие, линейные, почти равны стеблю, шириной 1—5 мм.
Соцветие зонтиковидное, с 6—8 лучами, при основании соцветия находятся 3—6 линейных или широко-линейных листьев, неравных по длине; лучи 0,3—8 см длиной, неравные, близ верхушки пучковидно ветвистые. Колоски рыхлые, линейно-продолговатые, сильно сплюснутые, 6—12-цветковые, длиной 4—6 мм, сидячие или на коротких ножках.
Орешек трёхгранный, яйцевидно-продолговатый, длиной около 1,5 мм, шириной 0,5 мм.

## Таксономия
|  |                                      |  |                                                             |                                                             |                    |  | ещё 17 семейств (согласно Системе APG II) | ещё 17 семейств (согласно Системе APG II) |                  |  |  |  | около 600 видов |
|  |                                      |  |                                                             |                                                             |                    |  | ещё 17 семейств (согласно Системе APG II) | ещё 17 семейств (согласно Системе APG II) |                  |  |  |  | около 600 видов |
|  |                                      |  |                                                             | порядок Злакоцветные                                        |                    |  |                                           |                                           | род Сыть         |  |  |  |                 |
|  |                                      |  |                                                             | порядок Злакоцветные                                        |                    |  |                                           |                                           | род Сыть         |  |  |  |                 |
|  | отдел Цветковые, или Покрытосеменные |  |                                                             |                                                             | семейство Осоковые |  |                                           |                                           | вид Сыть ирия    |  |  |  |                 |
|  | отдел Цветковые, или Покрытосеменные |  |                                                             |                                                             | семейство Осоковые |  |                                           |                                           |                  |  |  |  |                 |
|  |                                      |  | ещё 44 порядка цветковых растений (согласно Системе APG II) | ещё 44 порядка цветковых растений (согласно Системе APG II) |                    |  |                                           | ещё до 120 родов                          | ещё до 120 родов |  |  |  |                 |
|  |                                      |  |                                                             | ещё 44 порядка цветковых растений (согласно Системе APG II) |                    |  |                                           |                                           | ещё до 120 родов |  |  |  |                 |